# Bandkwartel
De bandkwartel (Philortyx fasciatus) is een vogel uit de familie Odontophoridae. De wetenschappelijke naam van de soort is voor het eerst geldig gepubliceerd in 1844 door Gould.

## Voorkomen
De soort is endemisch in het midden van Mexico.

## Beschermingsstatus
De totale populatie is in 2019 geschat op 50-500 duizend volwassen vogels. Op de Rode Lijst van de IUCN heeft de soort de status niet bedreigd.